# ملامد

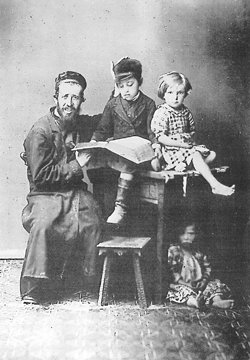
پدری یهودی در پودولیای قرن نوزدهم به کودکی آموزش می‌دهد.

ملامد، (عبری: מלמד‎ מלמד , معلم) در زمان کتاب مقدس به معلم یا مربی مذهبی به‌طور کلی اشاره می‌کرد (مثلاً در مزمور ۱۱۹:۹۹ و امثال ۵:۱۳)، اما در دوره تلمودی به ویژه در مورد معلم کودکان گفته می‌شد. معادل آرامی آن مکره دردکه بود.
ملامدها توسط جامعه یهودی منصوب می‌شدند و مقررات خاصی وجود داشت که تعیین می‌کرد چه تعداد از فرزندان او می‌تواند تدریس کند و همچنین قوانینی در مورد انتخاب متقاضیان این شغل و اخراج یک ملامد وجود داشت. این مقررات در دوره پس از تلمود تمدید و افزایش یافت.

## مقررات
علاوه بر معلمانی که توسط جامعه منصوب شده بودند، افراد دیگری بودند که به‌طور خصوصی توسط والدین کودکان مشغول به کار بودند. از این رو تعیین دقیق حقوق و وظایف متقابل ملامد و والدین ضروری شد.
ملامد در حین آموزش اجازه انجام کار دیگری را نداشت. اگر بیمار بود، و بنابراین نمی‌توانست برای مدتی تدریس کند، به اندازه هزینه دروس آن زمان از دستمزد او کسر می‌شد. اما اگر دانش آموز مریض بود و نمی‌توانست درسش را بخواند، ملامد حقوق کامل می‌گرفت.
ملامد اجازه نداشت شاگردانش را خیلی شدید تنبیه کند. و او باید هم در روز و هم در بخشی از شب تدریس می‌کرد. او ممکن است شاگردانش را تنها نگذارد و از وظایف خود غافل نگردد. و از او لازم بود که تقوا داشته باشد و مسلک خود را بفهمد. فقط یک مرد متأهل ممکن است ملامد باشد. علاوه بر این مقررات، در یوره دئه و همچنین در هوشن مشپات در مورد ملامدها بسیار آمده‌است که برخی از آنها در حال حاضر رعایت نمی‌شود.
دستمزد یک ملامد، اغلب کم بود. بسیاری از ملامدها زندگی بسیار سختی داشتند.

## انواع مربیان
بین ملامد روستایی که توسط یک یهودی ساکن روستا به عنوان معلم خصوصی بود و در خانه پدر و مادر دانش آموز به کودک آموزش می‌داد و ملامد شهر که در خانه خودش که همزمان به عنوان یک مدرسه عمل می‌کرد تفاوت وجود داشت (به خدر مراجعه کنید).
به همین ترتیب بین «دردکی ملامد» و «گمارای ملامد» تمایز وجود دارد. اولی به کودکان از هر دو جنس خواندن و نوشتن عبری، و همچنین یک یا دو فصل از هر درس هفتگی از پنج‌کتب را آموزش می‌داد، و او عموماً یک یا چند دستیار داشت. از سوی دیگر، گمارا ملامد، کتاب مقدس و تلمود را به پسران آموزش می‌دهد و وقتی بزرگتر شدند، شولحان عاروخ را نیز به پسرها می‌آموزد.

## استفاده از اصطلاح ملامد
در روسیه و لهستان، کلمه ملامد مترادف با احترام و ربی است. در میان قرائیان، این اصطلاح مانند راو در میان خاخام‌ها به «معلم» و «استاد» اشاره می‌کند و به عنوان یک عنوان با افتخار تلقی می‌شود. در نتیجه، در میان قرائیان، بسیاری از دانش‌آموزان وجود دارند که با عنوان «ها-ملامد ها-گادول» (استاد بزرگ)، یا صرفاً «ها-ملامد» (استاد) خوانده می‌شوند.